# Cambridge (Wisconsin)
Pour les articles homonymes, voir Cambridge (homonymie).
Cambridge est un village américain situé dans les comtés de Dane et de Jefferson dans l’État du Wisconsin.

## Traduction
- (en) Cet article est partiellement ou en totalité issu de l’article de Wikipédia en anglais intitulé « Cambridge, Wisconsin » (voir la liste des auteurs).